# Le Roy (Michigan)
Le Roy è un villaggio degli Stati Uniti d'America, situato nello Stato del Michigan, nella contea di Osceola.